# John Williamson (economista)
John Williamson (Hereford, Inglaterra; 7 de junio de 1937-Chevy Chase, Maryland; 11 de abril de 2021) fue un profesor y economista británico, reconocido por acuñar el término Consenso de Washington. Trabajó en el Departamento del Tesoro británico (1968-70), en el FMI (1972-74) y el Banco Mundial (1996-99).
Este controvertido analista social y económico también aportó sobre otras cuestiones, como por ejemplo la liberalización de capitales, y el concepto de tasa de cambio de equilibrio (tema que abordó en los años ochenta).
Se recuerda que según Williamson, la tasa de cambio de equilibrio debe coincidir con el crecimiento potencial del país, lo que permitiría al mismo limitarse a mantener un déficit sostenible en sus cuentas, para lograr un desarrollo sostenible y más armónico. Por cierto, el problema se traslada entonces, a saber en qué radica exactamente un déficit sostenible, y en cómo caracterizar el crecimiento potencial.
Williamson es conocido por el concepto de Consenso de Washington, que recoge las diez líneas de reforma en las que consideraba que había un acuerdo tácito entre las Instituciones Financiaras Internacionales y el Departamento del Tesoro de E.U.A., entidades con sede en Washington D. C.. Pese a limitarse a recopilarlas, a menudo se le ha considerado su autor.

## Biografía
Entre 1968 y 1970, durante el gobierno de centro-izquierda de Harold Wilson, fue consultor económico del Tesoro Británico. También fue consejero del Fondo Monetario Internacional entre 1972 y 1974, y miembro del "Instituto Peterson para Economía Internacional" (Peterson Institute for International Economics) desde 1981.
Entre otras cosas, también actuó como economista jefe del Banco Mundial para el sur y el sudeste de Asia entre 1996 y 1999, y también se desempeñó como Director de Proyecto de Alto Nivel, en el Panel de las Naciones Unidas sobre Financiamiento para el Desarrollo ("High-Level Panel on Financing for Development"), que en 2001 generó el Reporte "Zedillo" (Zedillo Report).
Paralelamente a estas actuaciones, Williamson desarrolló una carrera académica como profesor, en la Universidad de Princeton (1962-63), Universidad de York (1963-68), y Universidad de Warwick (1970-77), además de haber sido conferenciante en el Instituto Tecnológico de Massachusetts en 1967 y 1980, así como en la Pontifícia Universidade Católica do Río de Janeiro entre 1978 y 1981, lugar ese último donde fue colega del exministro brasileño de Hacienda Pedro Malan, y profesor del expresidente del Banco Central de Brasil Armínio Fraga.

## Vida personal
Según la revista brasileña Veja en su edición de fecha 6 de noviembre de 2002, Williamson está casado desde 1974 con la brasileña Denise Rosemary Rausch (n. 1940), investigadora del Instituto Brasileño de Geografía y Estadística y tiene dos hijos y una hija.
Habla portugués con fluidez. Williamson residía cerca de Washington D. C..
Falleció en su casa de Chevy Chase, Maryland el 11 de abril de 2021 a los ochenta y tres años.

## Publicaciones
- 2002, Delivering on Debt Relief: From IMF Gold to a New Aid Architecture
- 2000, Exchange Rate Regimes for Emerging Markets: Reviving the Intermediate Option
- 1996, The Crawling Band as an Exchange Rate Regime
- 1995, What Role for Currency Boards?
- 1994, Estimating Equilibrium Exchange Rates
- 1993, The Political Economy of Policy Reform
- 1993, Economic Consequences of Soviet Disintegration
- 1992, Trade and Payments After Soviet Disintegration
- 1991, From Soviet Disunion to Eastern Economic Community? with Oleh Havrylyshyn
- 1991, Currency Convertibility in Eastern Europe
- 1990, Latin American Adjustment: How Much Has Happened?
- 1987, Targets and Indicators: A Blueprint for the International Coordination of Economic Policy with Marcus Miller